# UFC 260
UFC 260: Miocic vs. Ngannou 2 è stato un evento di arti marziali miste tenuto dalla Ultimate Fighting Championship il 27 marzo 2021 all'UFC APEX di Las Vegas, negli Stati Uniti.

## Risultati
|                                        | Divisione               |                       |                 |                    | Metodo                                      | Round           | Tempo           | Premio          |
| Card Principale                        | Card Principale         | Card Principale       | Card Principale | Card Principale    | Card Principale                             | Card Principale | Card Principale | Card Principale |
| -------------------------------------- | ----------------------- | --------------------- | --------------- | ------------------ | ------------------------------------------- | --------------- | --------------- | --------------- |
| Sfida valida per il titolo di campione | Pesi massimi            | Francis Ngannou       | batte           | Stipe Miocic (c)   | KO (pugni)                                  | 2               | 0:52            | POTN            |
|                                        | Pesi welter             | Vicente Luque         | batte           | Tyron Woodley      | Sottomissione (brabo choke)                 | 1               | 3:56            | FOTN            |
|                                        | Pesi gallo              | Sean O'Malley         | batte           | Thomas Almeida     | KO (pugno)                                  | 3               | 3:52            | POTN            |
|                                        | Pesi mosca femminili    | Miranda Maverick      | batte           | Gillian Robertson  | Decisione unanime (30–27, 30–27, 29–28)     | 3               | 5:00            |                 |
|                                        | Pesi leggeri            | Jamie Mullarkey       | batte           | Khama Worthy       | KO (pugni)                                  | 1               | 0:46            |                 |
| Card Preliminare                       |                         |                       |                 |                    |                                             |                 |                 |                 |
|                                        | Catchweight (206.5 lbs) | Alonzo Menifield      | batte           | Fabio Cherant      | Sottomissione (shoulder choke)              | 1               | 1:11            |                 |
|                                        | Pesi welter             | Abubakar Nurmagomedov | batte           | Jared Gooden       | Decisione unanime (30–27, 30–27, 30–27)     | 3               | 5:00            |                 |
|                                        | Pesi mediomassimi       | Michał Oleksiejczuk   | batte           | Modestas Bukauskas | Decisione non unanime (29–28, 28–29, 29–28) | 3               | 5:00            |                 |
|                                        | Pesi piuma              | Omar Morales          | batte           | Shane Young        | Decisione unanime (30–27, 30–27, 30–27)     | 3               | 5:00            |                 |
|                                        | Pesi medi               | Marc-André Barriault  | batte           | Abu Azaitar        | KO tecnico (pugni)                          | 3               | 4:56            |                 |

## Premi
I lottatori premiati ricevettero un bonus di 50.000 dollari.
Legenda:
- FOTN: Fight of the Night (vengono premiati entrambi gli atleti per il miglior incontro dell'evento)
- POTN: Performance of the Night (viene premiato il vincitore per la migliore performance dell'evento)